# SC Abbeville
Câu lạc bộ thể thao Abbeville là một câu lạc bộ bóng đá Pháp có trụ sở tại Abbeville, Picardie. Đội được thành lập vào năm 1901.

## Danh hiệu
- Vô địch giải hạng 4: 1979